# Fox-Amphoux
Pour les articles homonymes, voir Fox et Amphoux.
Fox-Amphoux est une commune française située dans le département du Var en région Provence-Alpes-Côte d’Azur. Elle fait partie du territoire Haut-Var Verdon.

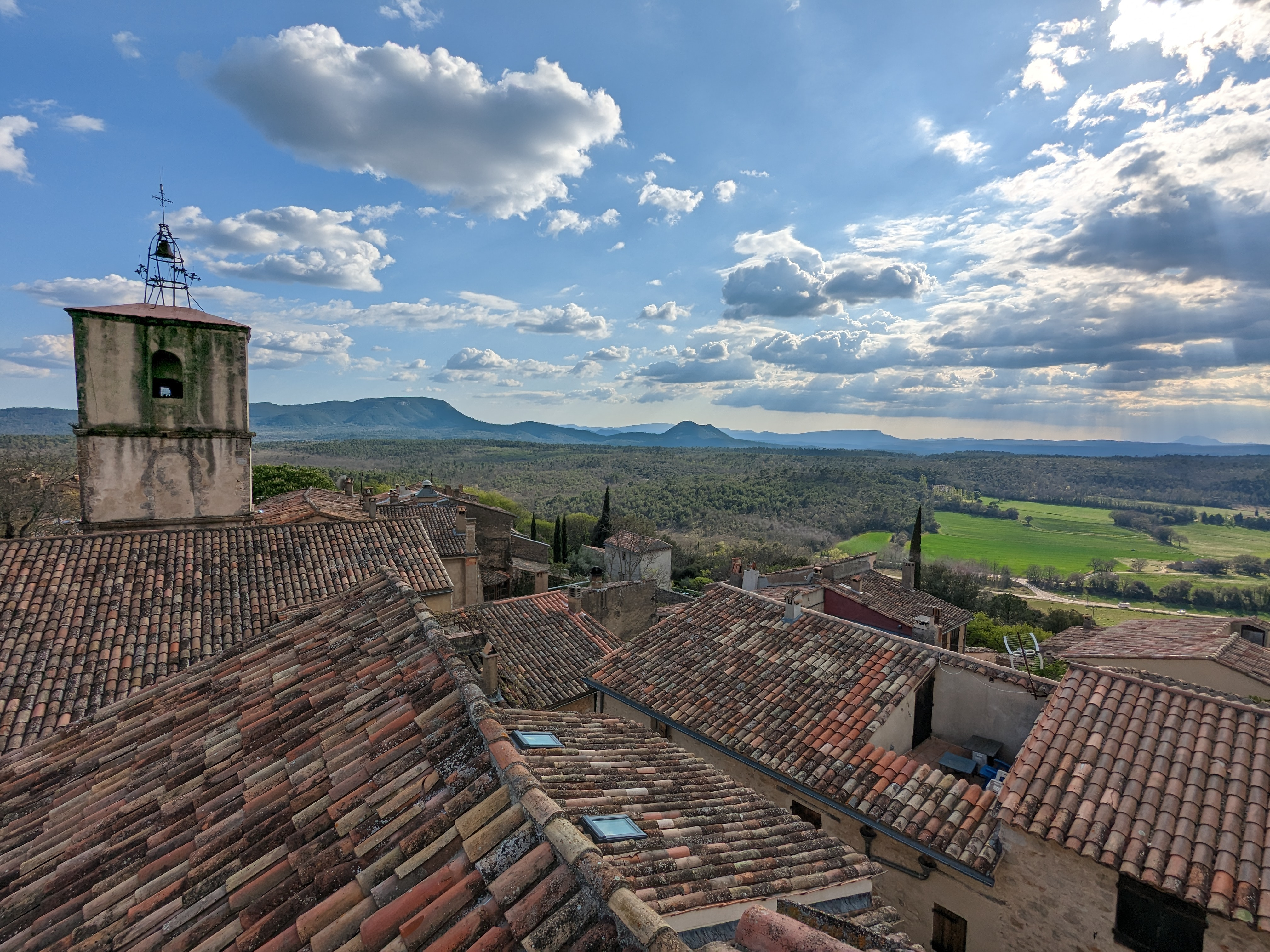
Vue sud sur les toits du vieux Fox, le clocher, les Béssillons et tout au loin le Massif de la Sainte-Baume

## Géographie

### Localisation
Commune située à 10 km de Montmeyan, 13,8 km de Barjols, 15,7 de Aups et 14,7 de Salernes.

### Géologie et relief

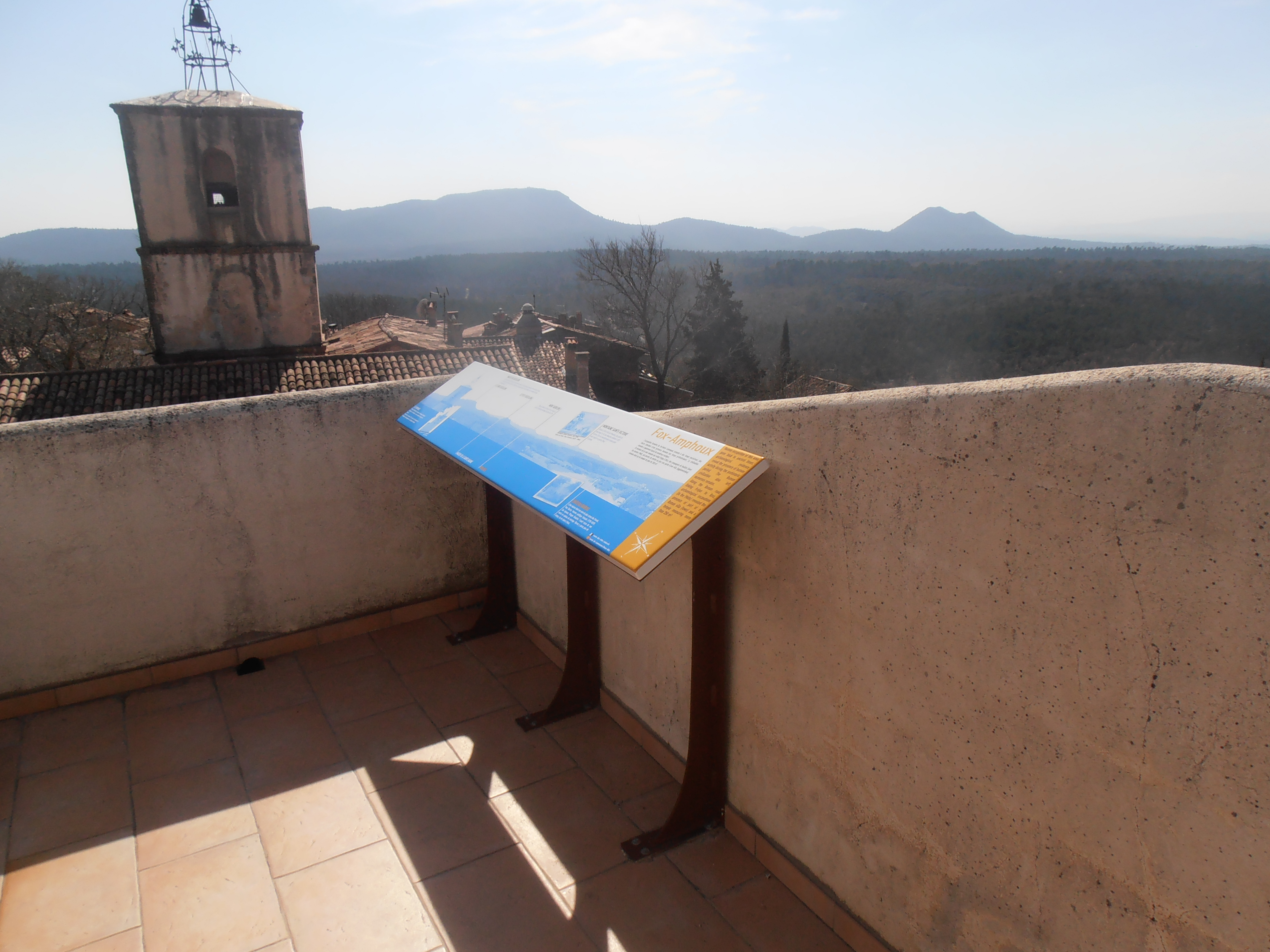
Vue depuis le belvédère.

La superficie de la commune est de 4 076 hectares dont 841 hectares de forêt communale et 18 hectares en forêt domaniale de Pélenc. Ces espaces boisés font partie de la région forestière « Plateaux de Provence ». Les peuplements sont des taillis de chêne vert (52 %), chêne pubescent (33 %) et pin d'Alep (13 %) avec quelques pins maritimes et pins sylvestres
La commune compte 447 habitants permanents et comprend trois pôles :
- Le Vieux Fox, ancien castrum médiéval, est perché sur une colline à 540 mètres d’altitude.

On y découvre des vestiges de remparts et du château féodal appartenant jadis au duc de Blacas.
Le village est constitué des rues et ruelles étroites en escalier appelées calades, de maisons anciennes bâties autour de l'église paroissiale Notre-Dame-de-l'Assomption.
Le site offre un panorama sur les hameaux environnants ainsi que sur les montagnes alentour (les Alpes du Sud et le Bessillon) ;
- le hameau d'Amphoux[4], ancien castrum médiéval ;
- la Bréguière[5], un quartier dans la plaine, où sont regroupées l'école, la poste, la mairie et la salle polyvalente.

### Géologie
Le synclinal de Montmeyan est un fossé d’effondrement orienté nord-sud, attribué au premier mouvement alpin de l’Oligocène, qui s’étend sur 12 km entre Quinson et Fox-Amphoux. Il est rempli d’argiles rouges de l’Éocène inférieur, subdivisées en deux masses par un banc de calcaire lacustre.
Dans cette plaine étroite, bordée de failles calcaires, affleurent des roches sédimentaires d’âge Jurassique et Crétacé. Ces roches renferment des fossiles rares : œufs et ossements de dinosaures, ammonites, poissons et coquillages (potamides).

### Hydrographie et eaux souterraines
- 1951 : Adduction d'eau au hameau d'Amphoux[8].
- Cours d'eau sur la commune ou à son aval[9] :
  - vallon de Garresse,
  - rivière la Bresque,
  - vallon de l'Oure,
  - ruisseau des Rayères.

### Climat
Pour des articles plus généraux, voir Climat de Provence-Alpes-Côte d'Azur et Climat du Var.
En 2010, le climat de la commune est de type climat méditerranéen altéré, selon une étude du Centre national de la recherche scientifique s'appuyant sur une série de données couvrant la période 1971-2000. En 2020, Météo-France publie une typologie des climats de la France métropolitaine dans laquelle la commune est exposée à un climat méditerranéen et est dans la région climatique  Provence, Languedoc-Roussillon, caractérisée par une pluviométrie faible en été, un très bon ensoleillement (2 600 h/an), un été chaud (21,5 °C), un air très sec en été, sec en toutes saisons, des vents forts (fréquence de 40 à 50 % de vents > 5 m/s) et peu de brouillards. 
Pour la période 1971-2000, la température annuelle moyenne est de 12,6 °C, avec une amplitude thermique annuelle de 16,7 °C. Le cumul annuel moyen de précipitations est de 777 mm, avec 6,1 jours de précipitations en janvier et 2,9 jours en juillet. Pour la période 1991-2020, la température moyenne annuelle observée sur la station météorologique de Météo-France la plus proche, « Regusse », sur la commune de Régusse à 7 km à vol d'oiseau, est de 13,5 °C et le cumul annuel moyen de précipitations est de 717,9 mm. 
La température maximale relevée sur cette station est de 40,9 °C, atteinte le 28 juin 2019 ; la température minimale est de −10,3 °C, atteinte le 13 février 2012,,. 
Les paramètres climatiques de la commune ont été estimés pour le milieu du siècle (2041-2070) selon différents scénarios d'émission de gaz à effet de serre à partir des nouvelles projections climatiques de référence DRIAS-2020. Ils sont consultables sur un site dédié publié par Météo-France en novembre 2022.

### Voies de communications et transports

#### Voies routières
- D60 depuis Barjols, D560 depuis Sillans-la-Cascade.

#### Transports en commun
- Transport en Provence-Alpes-Côte d'Azur

Commune desservie par le réseau régional de transports en commun Zou !. Les collectivités territoriales ont en effet mis en œuvre un « service de transports à la demande » (TAD), réseau régional Zou !.

### Commune limitrophes
|          | Montmeyan, Régusse | Moissac-Bellevue   |
| Tavernes | Fox-Amphoux        | Aups               |
| Pontevès |                    | Sillans-la-Cascade |

### Intercommunalité
La commune fait partie du territoire Haut-Var Verdon. Elle est membre de la Communauté de communes Provence Verdon et du Pays de la Provence Verte.

## Urbanisme

### Typologie
Au 1er janvier 2024, Fox-Amphoux est catégorisée commune rurale à habitat très dispersé, selon la nouvelle grille communale de densité à sept niveaux définie par l'Insee en 2022.
Elle est située hors unité urbaine et hors attraction des villes,.

### Occupation des sols
L'occupation des sols de la commune, telle qu'elle ressort de la base de données européenne d’occupation biophysique des sols Corine Land Cover (CLC), est marquée par l'importance des forêts et milieux semi-naturels (64,6 % en 2018), en diminution par rapport à 1990 (66,3 %). La répartition détaillée en 2018 est la suivante : 
forêts (56,9 %), zones agricoles hétérogènes (35,4 %), milieux à végétation arbustive et/ou herbacée (7,8 %). L'évolution de l’occupation des sols de la commune et de ses infrastructures peut être observée sur les différentes représentations cartographiques du territoire : la carte de Cassini (XVIIIe siècle), la carte d'état-major (1820-1866) et les cartes ou photos aériennes de l'IGN pour la période actuelle (1950 à aujourd'hui).

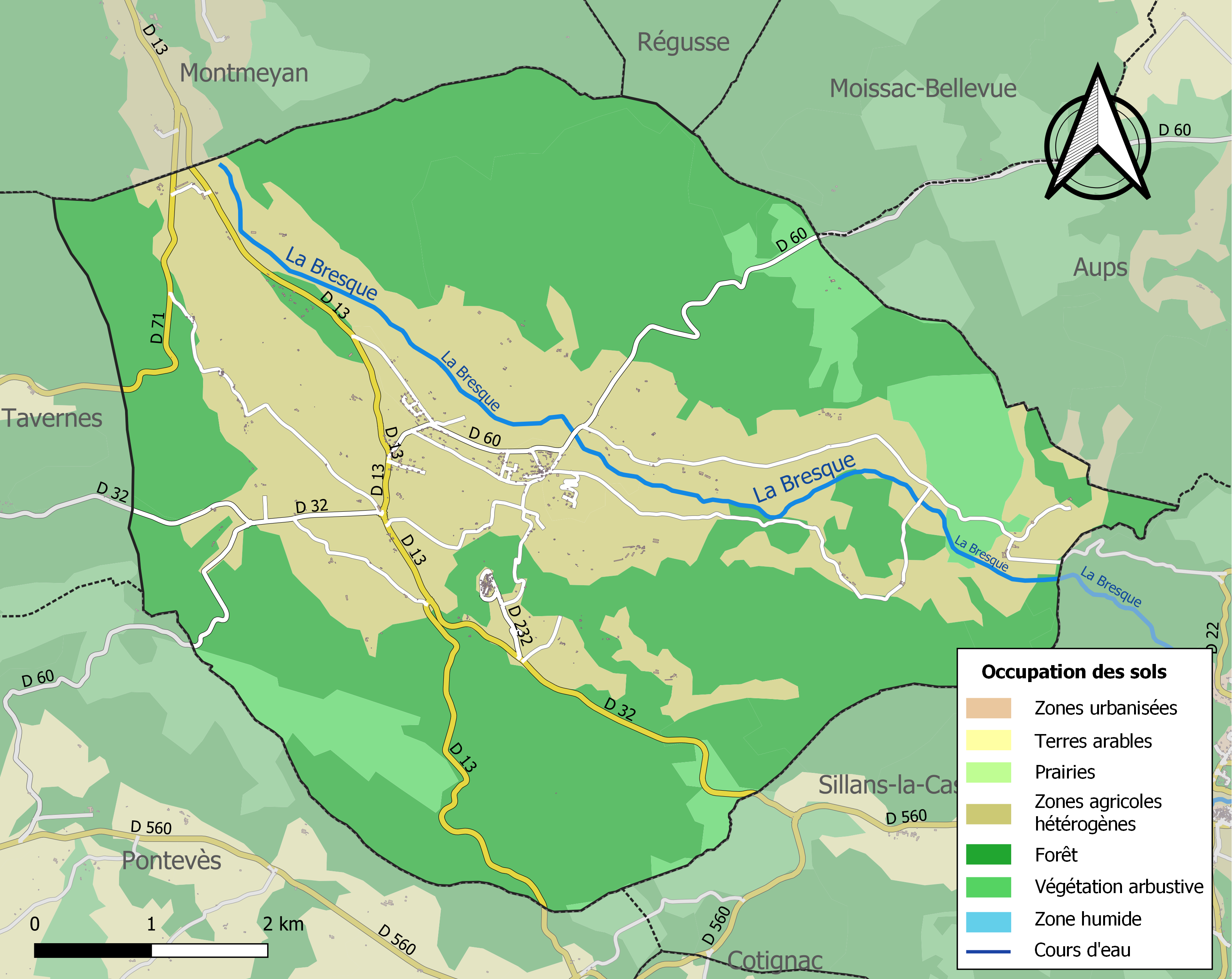
Carte des infrastructures et de l'occupation des sols de la commune en 2018 (CLC).

## Économie

### Entreprises et commerces

#### Agriculture
Fox-Amphoux tire ses ressources de l’agriculture, de l’élevage et du tourisme.
La cave coopérative vinicole L'Union date de 1912,.

#### Tourisme
Plusieurs structures d’hébergement existent sur la commune : une auberge dans le Vieux Fox, des gîtes ruraux et des chambres d’hôtes.

#### Commerces
Un atelier de vitrail est installé à Fox-Amphoux.

## Toponymie
Le castrum de Fors est cité pour la première fois en 1097, dans le cartulaire de Saint-Victor de Marseille. Amphoux est la forme provençale correspondant au français Alphonse, du germanique Adalfuns (adal = noble + funs = impatient).
Le gentilé des habitants de Fox-Amphoux est Foxois.
Fox-Amphoux s'écrit Fòs Amfos en provençal de norme classique et Fouas Amfous selon la norme mistralienne[réf. nécessaire].

## Histoire

### Préhistoire et Antiquité
Dès l’âge du bronze, l’homme installe son habitat à l’intérieur de grottes qui dominent la vallée de la Bresque. Un dolmen  du chalcolithique à Basségat figure à l’inventaire des mégalithes de Fox-Amphoux. Le rocher de Fox est habité dès l’âge du fer par des peuplades celto-ligures.
L’occupation romaine a laissé des vestiges abondants au Petit Nans, à la Jonquière et à Bassegat. Un buste de guerrier cuirassé, en pierre, a été retrouvé près du château de Cormeil en 1935(dépôt au Musée d'archéologie méditerranéenne).
Des fouilles archéologiques, effectuées de 1968 à 1977 dans le quartier du Logis, ont dégagé un vaste édifice romain de 3 600 m2, daté du Ier siècle ; on y trouve un temple dédié à Minerve, et des bâtiments annexes, avec une cour centrale entourée d'un grand portique (galerie couverte). Ce site, occupé jusqu’au IIIe siècle, représente une petite agglomération autour d'un relais de la poste impériale avant le passage du Verdon, situé exactement à la frontière des territoires des cités romaines de Fréjus et de Riez.

### Moyen Âge et Révolution française

#### Fox et Amphoux
Le castrum de Fox (castrum de Fossis) est cité en 1130 par le pape Innocent II. Le castrum d'Amphoux (castrum de Anfossis) apparaît en 1233, après celui de Fox qui le domine. Il est abandonné avant 1471, sans doute au profit de Fox, dont le site d'oppidum était beaucoup plus fort.
En 1235, Raimond Bérenger IV de Provence cède à Blacas de Blacas ses droits sur Fox et Amphoux contre la seigneurie de Séranon. En 1239, Laure de Castellane, épouse de Blacas de Blacas et leurs trois fils, concèdent aux chevaliers du Temple les droits de pâturage sur leurs terres de Fox et d'Amphoux. En 1252, Boniface de Castellane achète les terres de Fox et d'Amphoux à Raymond de Bras et les apporte ainsi à la famille de Castellane qui conserve ces seigneuries pendant quatre siècles. En 1338, Blacas de Alpibus et Boniface de Castellane furent seigneurs de Fox-Amphoux et coseigneurs d'Entrecasteaux. La mort de la reine Jeanne Ire ouvre une crise de succession à la tête du comté de Provence, les villes de l’Union d'Aix (1382-1387) soutenant Charles de Durrës contre Louis Ier d'Anjou. Le seigneur de Fox et d'Amphoux, Reforciat de Castellane, se rallie aux Angevins en 1385, après la mort de Louis Ier.
En 1719, les terres de Fox et d'Amphoux sont réunies aux terres de Bresc et érigées en marquisat en faveur d'Antoine d’Albert du Chaine, avocat général au parlement de Provence en 1677, puis président à mortier en 1694. Antoine de Rafélis de Vincent d'Agoult, chevalier de Malte en 1772, est le dernier seigneur du lieu avant la Révolution française. Pendant la Révolution, une société populaire est établie à Fox-Amphoux. À partir de cette période, le double nom porté par la commune sanctionne la réunion d'Amphoux au territoire d'où il avait été démembré.

### Les Templiers et les Hospitaliers
Jadis possession des Templiers, la seigneurie de Saint-Jean de Bresc passe entre les mains des Hospitaliers de l'ordre de Saint-Jean de Jérusalem qui la démembre de la commanderie de Puimoisson, en 1461, en faveur de Guillaume d’Arbaud, coseigneur d’Aups. Les descendants de ce dernier la vendent vers 1621 aux de Leuze, de Marseille, qui la laissent en 1697 aux Savournin. Joseph-François de Gaudrini en fait l’acquisition en 1702 et l’aliène en 1709 en faveur de Jean-Baptiste de Sigaud, avocat au parlement de Provence.
Pendant la Révolution, la commune de Saint-Jean de Bresc est rattachée à la commune de Fox-Amphoux. Le château de Bresc appartient toujours à la famille de Sigaud de Bresc.

### Après la Révolution française
Durant la Seconde Guerre mondiale, sept Foxois composent le Comité local de libération qui s’occupe des tâches de résistance et prépare la libération.

## Blasonnement
|  | La commune de Fox-Amphoux porte : De gueules à la tour crénelée de sept pièces et donjonnée de trois tourelles, le tout d’argent, maçonnée, ouverte et ajourée de sable, posée sur un rocher de sinople mouvant de la pointe. Les armes de Fox-Amphoux se rapprochent de celles des Castellane, dont elles ne diffèrent que par la montagne de sinople qui fait allusion à la situation du village. Cette famille posséda pendant très longtemps cette terre (Armorial des communes de Provence, Louis de Bresc). |

## Politique et administration

### Budget et fiscalité 2020
En 2020, le budget de la commune était constitué ainsi :
- total des produits de fonctionnement : 773 000 €, soit 1 669 € par habitant ;
- total des charges de fonctionnement : 458 000 €, soit 990 € par habitant ;
- total des ressources d'investissement : 114 000 €, soit 245 € par habitant ;
- total des emplois d'investissement : 152 000 €, soit 328 € par habitant ;
- endettement : 230 000 €, soit 498 € par habitant.

Avec les taux de fiscalité suivants :
- taxe d'habitation : 8,25 % ;
- taxe foncière sur les propriétés bâties : 11,94 % ;
- taxe foncière sur les propriétés non bâties : 40,77 % ;
- taxe additionnelle à la taxe foncière sur les propriétés non bâties : 0,00 % ;
- cotisation foncière des entreprises : 0,00 %.

Chiffres clés : Revenus et pauvreté des ménages en 2018 : médiane en 2018 du revenu disponible, par unité de consommation : 17 600 €.

## Population et société

### Démographie

#### Évolution démographique
L'évolution du nombre d'habitants est connue à travers les recensements de la population effectués dans la commune depuis 1793. Pour les communes de moins de 10 000 habitants, une enquête de recensement portant sur toute la population est réalisée tous les cinq ans, les populations de référence des années intermédiaires étant quant à elles estimées par interpolation ou extrapolation. Pour la commune, le premier recensement exhaustif entrant dans le cadre du nouveau dispositif a été réalisé en 2006.

En 2022, la commune comptait 501 habitants, en évolution de +8,21 % par rapport à 2016 (Var : +4,98 %, France hors Mayotte : +2,11 %).
| 1793 | 1800 | 1806 | 1821 | 1831 | 1836 | 1841 | 1846 | 1851 |
| ---- | ---- | ---- | ---- | ---- | ---- | ---- | ---- | ---- |
| 561  | 507  | 545  | 505  | 604  | 637  | 565  | 551  | 531  |

| 1856 | 1861 | 1866 | 1872 | 1876 | 1881 | 1886 | 1891 | 1896 |
| ---- | ---- | ---- | ---- | ---- | ---- | ---- | ---- | ---- |
| 576  | 539  | 567  | 548  | 552  | 532  | 475  | 464  | 445  |

| 1901 | 1906 | 1911 | 1921 | 1926 | 1931 | 1936 | 1946 | 1954 |
| ---- | ---- | ---- | ---- | ---- | ---- | ---- | ---- | ---- |
| 422  | 431  | 392  | 353  | 320  | 335  | 319  | 278  | 276  |

| 1962 | 1968 | 1975 | 1982 | 1990 | 1999 | 2006 | 2011 | 2016 |
| ---- | ---- | ---- | ---- | ---- | ---- | ---- | ---- | ---- |
| 253  | 229  | 248  | 287  | 349  | 375  | 415  | 467  | 463  |

| 2021 | 2022 | - | - | - | - | - | - | - |
| ---- | ---- | - | - | - | - | - | - | - |
| 486  | 501  | - | - | - | - | - | - | - |

### Enseignement
Établissements d'enseignements :
- École maternelle,
- École primaire,
- Collèges à Barjols, Aups,
- Lycées à Brignoles.

### Santé
Professionnels et établissements de santé :
- Médecins à Cotignac, Régusse, Barjols,
- Pharmacies à Cotignac, Barjols,
- Hôpitaux à Salernes, Brignoles, Saint-Maximin-la-Sainte-Baume,
- Centre hospitalier de la Dracénie, à 38,6 km[59].

### Cultes
- Culte catholique : paroisse Notre-Dame de l'Assomption[60], Diocèse de Fréjus-Toulon.
- Fête votive de la saint Blaise (saint patron des maux de gorge), le 3 février.

## Lieux et monuments

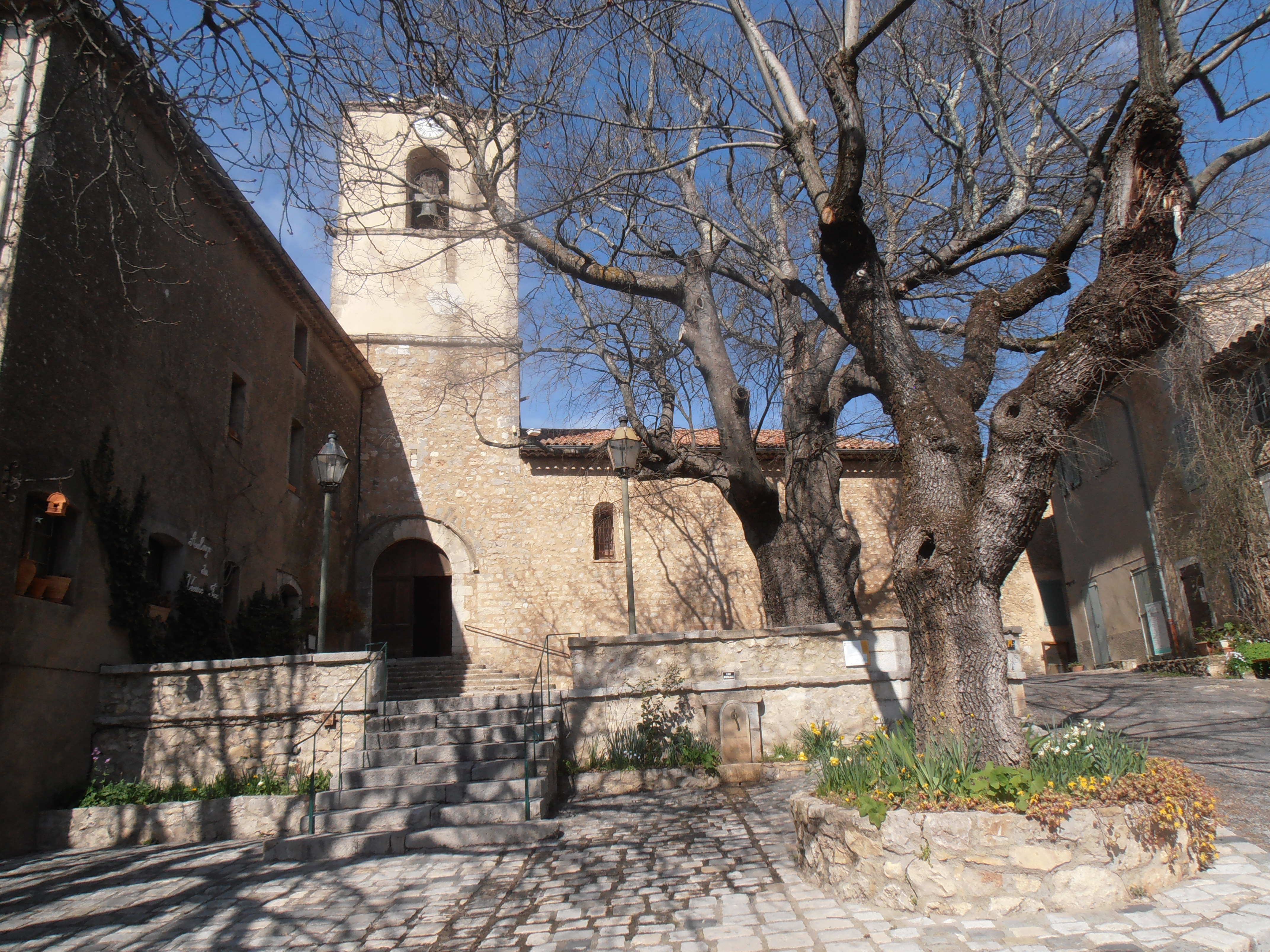
L'église et l'ancien prieuré des Hospitaliers.

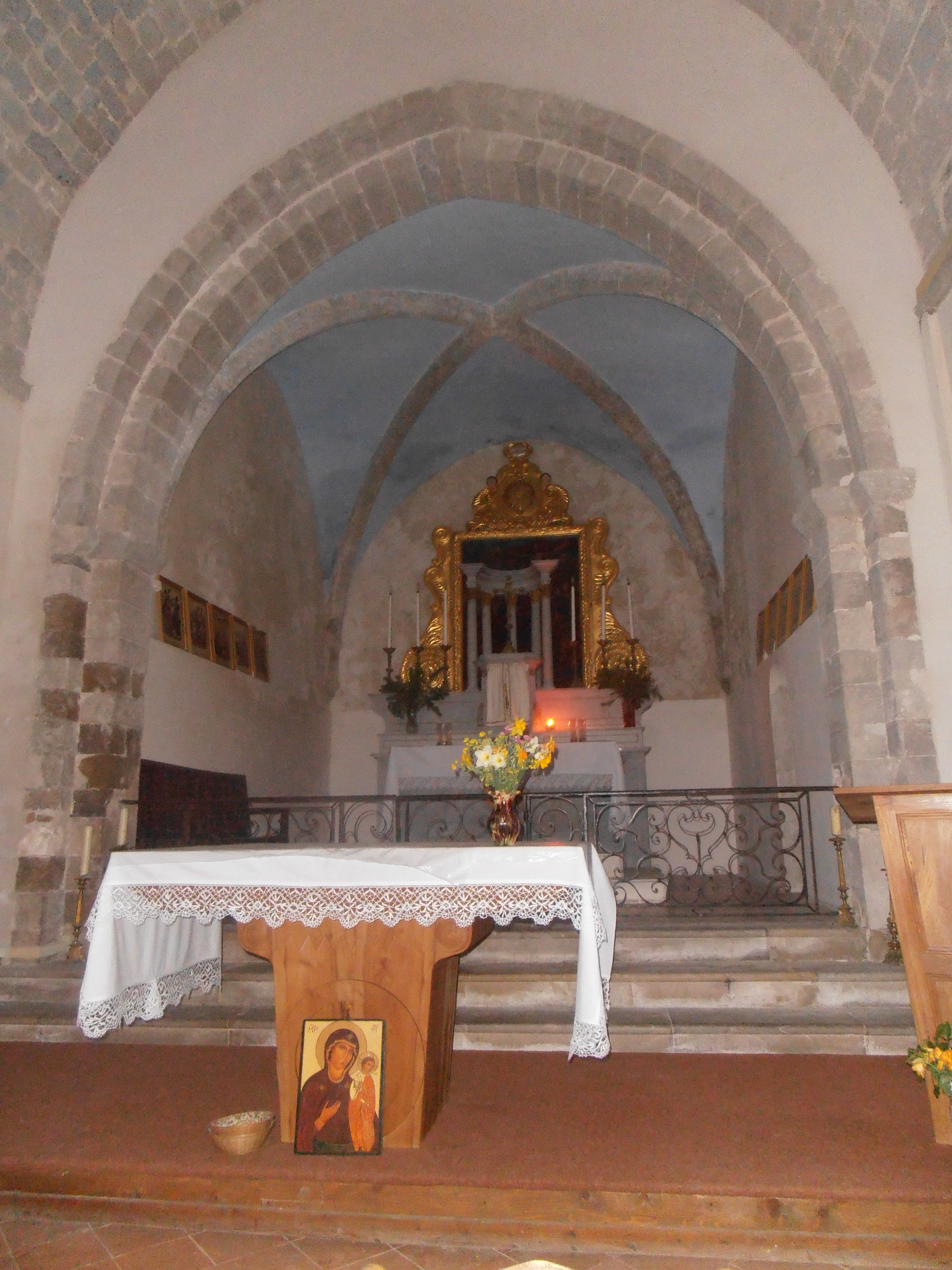
Chœur de l'église.

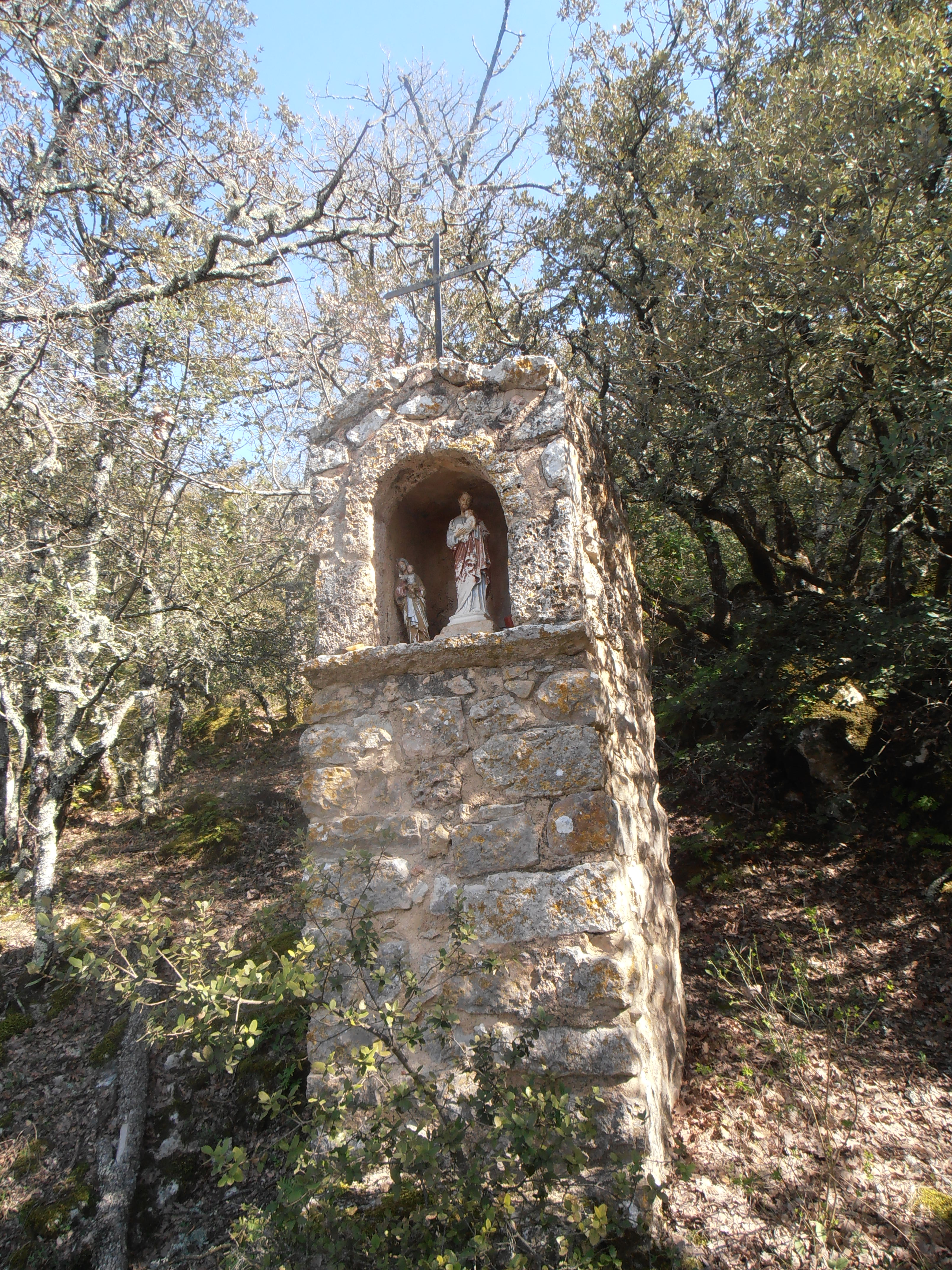
Oratoire.

### Patrimoine religieux
- L'église paroissiale Notre-Dame-de-l'Assomption :

Au centre du Vieux Fox, l'église paroissiale Notre-Dame-de-l'Assomption, à la nef voûtée d'ogives séparées par des doubleaux, date du XIIIe siècle. Réparée à de nombreuses reprises, elle fut agrandie par l'adjonction de chapelles latérales pendant la deuxième moitié de XIXe siècle au fil des siècles ; elle a un clocher carré à campanile orné de gargouilles, a été construit en 1715 qui abrite deux cloches classées objets monuments historiques,.
- La chapelle Saint-Ulphar.
- Attenant à l'église, l'ancien prieuré des Hospitaliers :

Le prieuré des Hospitaliers (ayant servi de presbytère au XVIe siècle) est devenu une auberge.
- La chapelle Notre-Dame-de-Bon-Secours :

Sous le socle de verdure de Fox est cachée une grotte éclairée par une fissure du rocher. Cette grotte abrite la chapelle Notre-Dame-de-Bon-Secours, où se trouve une Vierge à l'Enfant en bois doré du XVIIIe siècle qui a été classée objet monument historique.
- La chapelle Notre-Dame de Cliveou : Moyen Âge classique[69].
- La chapelle des Pénitents Blancs, également appelée chapelle des Maures[70].
- Site Logis (le) Clastre : temple[71].
- Les Trois Croix :

Les Trois Croix, érigées sur un point culminant au carrefour des limites de Fox-Amphoux, Montmeyan et Tavernes, ont été un lieu de procession ; on y trouve une table d’orientation.
- L'oratoire :

L'oratoire sur le sentier d'accès à la chapelle Notre-Dame-de-Bon-Secours.
- Le monument aux morts :

Monument aux morts : guerre 1914-1918 avec croix de guerre au sommet.

### Patrimoine civil
- Le village médiéval fortifié du Vieux Fox :

Le Vieux Fox comporte des vestiges d’appareil défensif et de nombreux éléments architecturaux qui remontent au XIIe siècle.
- Le dolmen de Bassegat :

Le dolmen de Bassegat, date du Chalcolithique ; il est situé sur un domaine privé.
- Lavoirs[78].

### Patrimoine paysager
- Le vieux micocoulier :

Le Micocoulier de Provence ou micocoulier du Midi (Celtis australis) du Vieux Fox, sur la place de l'église, date de 1550 ; il possède de belles dimensions avec 4,95 m de circonférence et 18 m de haut.  Malheureusement, on peut déplorer, en toute relativité pour ce bel arbre, une fin d'existence prochaine (l'arbre s'est coupé en deux dans le sens vertical et a été cerclé pour le maintenir); car on prête à cette espèce une durée de vie de 500 ans en moyenne.

## Espaces culturels
- La salle d'exposition des dinosaures

Créée en 2012, dans l'ancienne cave coopérative à côté de la mairie. Un véritable humérus de titanosaure peut être accessible en contact direct par les visiteurs.

## Variraptor

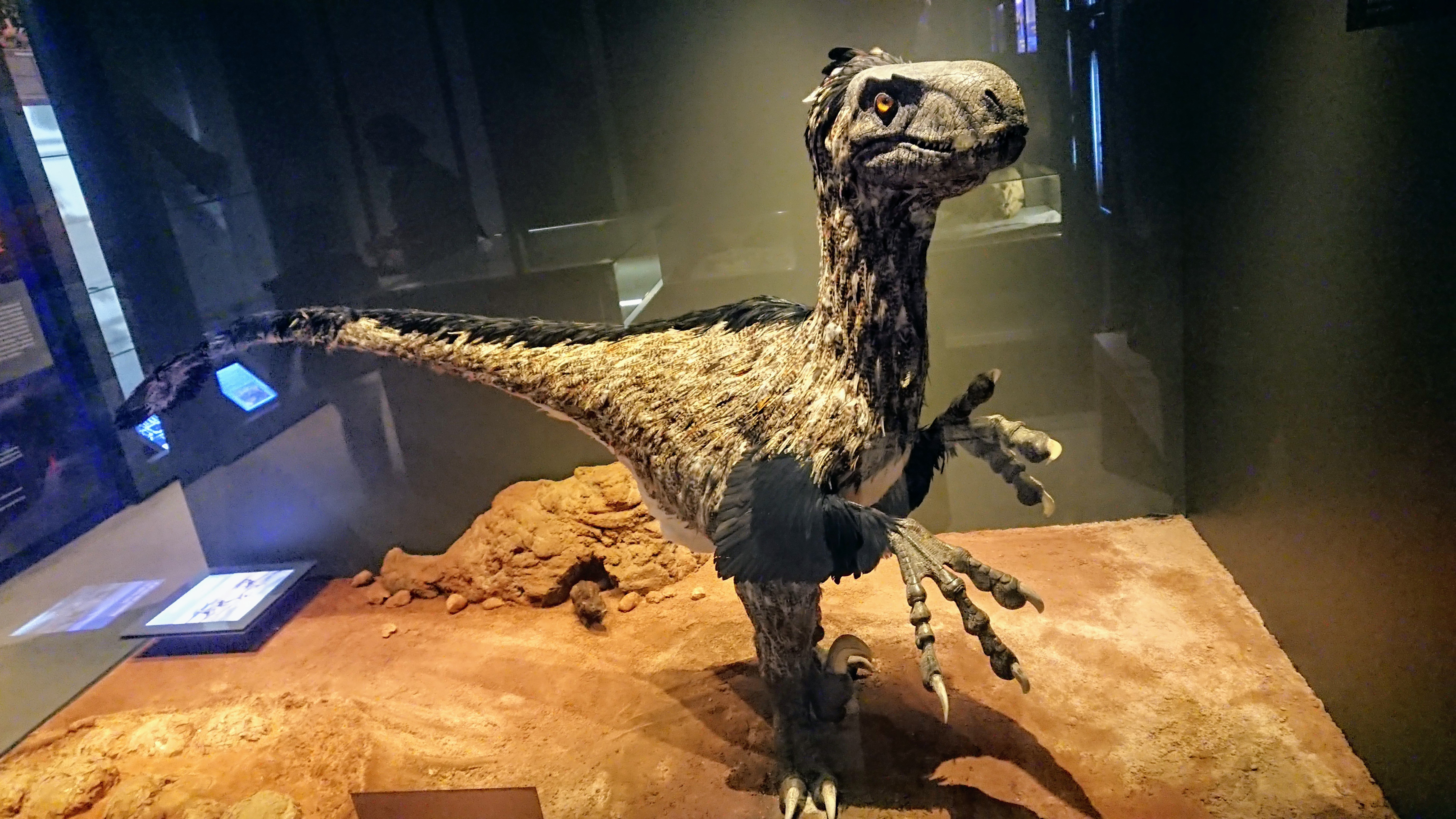
Restitution paléoartistique du Variraptor mechinorum au muséum départemental du Var.

La plaine de Fox Amphoux possède un important gisement de fossiles de dinosaures connu dans le monde entier. Le paléontologue américain Jack Horner en collaboration avec le cinéaste Steven Spielberg pour son film Jurassic Park, fera le déplacement pour explorer le site. Entre 1992 et 1995, la découverte du Variraptor mechinorum dans les grès à reptiles du site par les paléontologues amateurs Patrick et Annie Méchin est la plus connu,. Elle apporte pour la première fois la preuve de l'existence d'un dinosaure de la famille des Dromaeosauridae en Europe. Cousin du célèbre vélociraptor, il était comme lui carnivore, et mesurait de 2,50 à 3 mètres de long pour 1,50 mètre environ de hauteur. Il devait probablement, comme la plupart des membres de sa famille, être couvert d'un fin duvet ou de plumes.
Longtemps sujet à controverse, il est aujourd'hui assimilé comme synonyme du Pyroraptor olympius.

On peut admirer une reconstitution supposée du spécimen au muséum d'histoire naturelle de Toulon.

## Personnalités liées à la commune
- Paul Barras[82] (1755-1829), conventionnel de la République, est né à Fox-Amphoux. En 1780, il était à bord du navire le Sartine en provenance de l’île Bourbon, quand celui-ci s’échoua à l’entrée du port de Marseille. C’est de cet incident — le nom du navire ayant été déformé — qu’est née la célèbre histoire marseillaise de la sardine qui bouchait l’entrée du port. En 1783, à bord de L’Actif, il fut pris dans une violente tempête sur le trajet du cap de Bonne-Espérance vers la France et implora Notre-Dame de Bon Secours à laquelle est consacrée la grotte aménagée en chapelle sur les pentes de la colline du Vieux Fox. En 1794, il contribua à la chute de Robespierre et fut membre du Directoire de 1795 à 1799.
- Louis de Bresc (1834-1911) est un avocat, homme politique et érudit, auteur de l'Armorial des communes de Provence, inhumé à Fox-Amphoux dans la chapelle Saint-Jean du château de Bresc.
- Christer Strömholm (1918-2002) est un photographe suédois qui a longtemps habité Fox-Amphoux où il possédait une maison.
- Paul Icard (1899-1994), fondateur de l'Institut Supérieur du Commerce de Paris, est décédé à Fox-Amphoux.